# 弘安府
弘安府（越南语：／）是越南阮朝時期的一個府，主要位於今天檳椥省。先後屬於永清鎮和永隆省。
明命四年（1823年），永清鎮增設弘安府，分定遠府新安縣為新明縣、保安縣二縣，改隸弘安府。
明命十三年（1832年），永清鎮改制為永隆省，弘安府隸屬永隆省。
明命十八年（1837年），保安縣析置保佑縣，新明縣析置惟明縣，增設弘道府，保佑縣和保安縣改隸弘道府。
嗣德四年（1851年），嗣德帝裁省官員，將弘安府併入弘治府。